# ТВ3-117
ТВ3-117 (читается «тэ-вэ-три — сто семнадцать») — семейство авиационных турбовальных двигателей. С момента создания было выпущено более 25 000 двигателей ТВ3-117 различных модификаций, общая наработка которых составляет более 16 млн часов. Один из самых надёжных авиационных двигателей в мире.

## История
В 1965 году в ЦИАМ поступил двигатель General Electric T58, контейнер с которым якобы был подобран в Атлантическом океане советским судном (но авторы биографии С. П. Изотова предполагают операцию разведки). При его изучении выяснилось, что он технологически на голову превосходит ТВ2-117, а его тонкие и аккуратные лопатки изготавливаются холодной вальцовкой. Догонять Америку и внедрять эти новшества конструкторы ОКБ имени В. Я. Климова (Ленинград) стали в том же 1965 году: опытный образец нового более мощного двигателя успели изготовить к 31 декабря, но он сгорел на испытаниях, как и последующий.
Доводка проводилась до 1972 года под руководством Изотова и С. В. Люневича. Серийный выпуск начался с 1973 года на ЗПОМ «Моторостроитель» (ныне ПАО «Мотор Сич», г. Запорожье, Украина), для чего предприятию пришлось освоить много новых технологий.
После распада СССР производство вертолётов осталось в России, а производство двигателей к ним — на Украине. Поставки двигателей для гражданской вертолётной промышленности России велись по долгосрочным контрактам.

### В России
В 1999—2001 годах на ОАО «Климов» велась разработка модификации двигателя ВК-2500. В начале 2000-х годов Россия предпринимала попытки купить украинское двигателестроение, но получила отказ. После этого в России приняли решение о создании собственного полностью независимого производства вертолётных двигателей на базе ОАО «Климов». Локализацию начали со сборки двигателей с применением украинских комплектующих. В 2009 году на ОАО «Климов» с использованием украинских комплектующих было собрано около 100 двигателей, в 2010 году — 198, в 2011 году — более 260. В 2011 году полностью локализована версия двигателя ВК-2500, а в 2012 году были закончены его испытания. В кооперацию по полной локализации двигателя вошли НПЦ газотурбостроения «Салют», Московское машиностроительное предприятие имени В. В. Чернышёва и Уфимское моторостроительное производственное объединение. В 2011 году в Санкт-Петербурге был заложен новый авиадвигательный завод — конструкторско-производственный комплекс «Петербургские моторы». В 2014 году сдана первая очередь нового завода. В этом же году были собраны первые 10 двигателей полностью из российских комплектующих. В 2015 году — 30. В 2016 году — 60 штук. В 2017 году — 100 штук. В 2019 году — 230.

### На Украине
19 мая 2010 года прошли лётные испытания новой модификации двигателя ТВ3-117ВМА-СБМ1В на вертолёте Ми-8МТВ в Конотопе. ТВ3-117ВМА-СБМ1В создан на основе ТВ3-117 украинским предприятием «Мотор Сич». С этим двигателем установлен мировой рекорд, когда вертолёт за 13 минут поднялся на высоту в 8100 метров, при этом максимальная мощность двигателя в 2000 л. с. поддерживалась в течение 30 минут. Показанные характеристики позволят уверенно летать в горах на самых предельных высотах. Ранее в ходе испытаний боевого Ми-24 с такими же двигателями была зафиксирована рекордная для вертолётов скороподъёмность — на высоту 5000 метров вертолёт поднялся всего за девять минут. 15 августа 2013 года установлен рекорд по поднятию вертолёта на предельную высоту полёта вертолётом Ми-8МСБ с двигателями ТВ3-117ВМА-СБМ1В серии 4Е, который поднялся на высоту 9150 метров. Он прошёл полный цикл государственных испытаний и получил международный сертификат типа СТ267-АМД. Данный двигатель отвечает самым жёстким международным требованиям, безотказен в условиях высокогорья, а значит разреженности воздуха, и перепадов высоких-низких температур.

## Конструкция
ТВ3-117
- пылезащитное устройство
- осевой 12-ступенчатый компрессор с регулируемым входным направляющим аппаратом и направляющими аппаратами первых четырёх ступеней
- кольцевая прямоточная камера сгорания
- осевая 2-ступенчатая турбина компрессора
- осевая 2-ступенчатая свободная турбина для отбора мощности

## Технические характеристики
| Технические характеристики двигателей ТВ3-117 и ВК-2500 | Технические характеристики двигателей ТВ3-117 и ВК-2500 | Технические характеристики двигателей ТВ3-117 и ВК-2500 | Технические характеристики двигателей ТВ3-117 и ВК-2500 | Технические характеристики двигателей ТВ3-117 и ВК-2500 | Технические характеристики двигателей ТВ3-117 и ВК-2500 |
| Модификация                                             | ТВ3-117В                                                | ТВ3-117ВМА                                              | ТВ3-117ВМА-СБМ1В                                        | ВК-2500                                                 | ВК-2500П (ПС)                                           |
| ------------------------------------------------------- | ------------------------------------------------------- | ------------------------------------------------------- | ------------------------------------------------------- | ------------------------------------------------------- | ------------------------------------------------------- |
| Мощность на чрезвычайном режиме:                        | 2200 л. с.                                              | 2400 л. с.                                              | 2800 л. с.                                              | 2700 л. с.                                              | 2800 л. с.                                              |
| Мощность на взлётном режиме:                            | 2000 л. с.                                              | 2200 л. с.                                              | 2500 л. с.                                              | 2400 л. с.                                              | 2500 л. с.                                              |
| Удельный расход топлива:                                | 0,220 кг/л.с·час                                        | 0,215 кг/л.с·час                                        | 0,209 кг/л.с·час                                        | 0,210 кг/л.с·час                                        | 0,210 кг/л.с·час                                        |
| Мощность на крейсерском режиме:                         | 1500 л. с.                                              | 1500 л. с.                                              | 1750 л. с.                                              | 1750 л. с.                                              |                                                         |
| Длина:                                                  | 2055 мм                                                 | 2055 мм                                                 | 2055 мм                                                 | 2055 мм                                                 | 2055 мм                                                 |
| Ширина:                                                 | 660 мм                                                  | 660 мм                                                  | 660 мм                                                  | 660 мм                                                  | 660 мм                                                  |
| Высота:                                                 | 728 мм                                                  | 728 мм                                                  | 728 мм                                                  | 728 мм                                                  | 728 мм                                                  |
| Сухая масса:                                            | 295 кг                                                  | 295 кг                                                  | 295 кг                                                  | 300 кг                                                  | 300 кг                                                  |
| Назначенный ресурс:                                     | 7500 часов                                              | 7500 часов                                              | 7500 часов                                              | 12000 часов                                             | 12000 часов                                             |

## Модификации
ТВ3-117
- ТВ3-117 0-й серии — лидерная партия из 60 двигателей для Ми-24А (1972 г.)
- ТВ3-117 1-й серии — партия порядка 200 двигателей для Ми-24А.
- ТВ3-117 2-й серии — партия порядка 2000 двигателей.
- ТВ3-117 3-й серии — одна из самых массовых серий. Серийный выпуск с 1977 г.

ТВ3-117М
- ТВ3-117М («М» — морской) модификация для Ми-14 со специальными мероприятиями для эксплуатации на море. Серийно выпускается с 1976 года.

ТВ3-117МТ
- ТВ3-117МТ («МТ» — модернизированный, транспортный) — модификация для вертолётов Ми-8МТ/Ми-17 и их модификаций. Серийный выпуск с 1977 года.

ТВ3-117КМ
- ТВ3-117КМ («КМ» — камовский, морской) — модификация для вертолётов Ка-27/Ка-28.

ТВ3-117В
- ТВ3-117В («В» — высотный) — модификация для вертолётов Ми-24, эксплуатируемых в горных районах (разработана по опыту войны в Афганистане); взлётная мощность поддерживается до высоты 3600 м. Серийный выпуск с 1980 года. Разработан на ЗПОМ «Моторостроитель» ныне ОАО «Мотор Сич», г. Запорожье, главный конструктор Красников А. С.

ТВ3-117ВК
- ТВ3-117ВК («ВК» — Высотный Камов) — аналогичен ТВ3-117В, но для вертолётов Ка-27, Ка-29 и Ка-32. Серийный выпуск с 1985 года. На экспорт вертолёты Ка-28 выпускались с двигателями ТВ3-117ВКР (литера «Р» — режимный) с увеличенными мощностями на номинальном и крейсерском режимах.

ТВ3-117ВМ
- ТВ3-117ВМ («ВМ» — высотный, модернизированный) — модификация, разработанная для Ми-28, устанавливалась на вертолёты Ми-8МТ/Ми-17. Отличается введением автоматического чрезвычайного режима. Имеет Сертификаты типа АР МАК, Индии и КНР. Серийный выпуск с 1986 года. Максимальная мощность в 2000 л. с. поддерживается до высоты в 3600 м над уровнем моря[21]
  - ТВ3-117ВМ серии 02 — модификация для гражданских вертолётов Ми-8МТ/Ми-17. Имеет Сертификаты типа АР МАК, Индии и КНР. Серийный выпуск с 1993 года.

ТВ3-117ВМА
- ТВ3-117ВМА («ВМА» — высотный, модернизированный, модификация «А») — двигатель, разработанный для боевого вертолёта Ка-50. В настоящее время устанавливается на вертолёты Ка-27, Ка-29, Ка-31, Ми-24, Ми-28А/Н, Ка-32. Имеет Сертификаты типа АР МАК и Транспорта Канады. Серийный выпуск с 1986 года. Для экспорта Ка-28 применяется модификация ТВ3-117ВМАР (литера «Р» — режимный) с номинальным и крейсерским режимами, аналогичными ТВ3-117ВКР.
  - ТВ3-117ВМА серии 02 — модификация для гражданских вертолётов Ка-32. Имеет Сертификаты типа АР МАК, Транспорта Канады и Швейцарии. Серийный выпуск с 1993 года.

ТВ3-117ВМА-СБМ1
- Турбовинтовой двигатель для региональных самолётов Ан-140.

ТР3-117
- Турбореактивный двигатель для беспилотных разведчиков ОКБ Туполева «Рейс» («Рейс-Д»).

ВК-2500
- Двигатель ВК-2500 является модификацией повышенной мощности широко известного двигателя ТВ3-117ВМА[22].
- Создан в 2001 году
- Чрезвычайный режим 2700 л. с.
- Ресурс
  - Межремонтный 2000—3000 часов
  - Назначенный 6000—9000 часов[23][24][25]

ВК-2500П
- Модернизация двигателя ВК-2500. Увеличен ресурс до первого капитального ремонта, повышена мощность на взлётном и чрезвычайном режимах, установлена новейшая система автоматического управления[26].

ВК-1500
- В 1998—1999 годах на базе двигателей ТВ3-117ВМА и ВК-2500 создан турбовинтовой двигатель ВК-1500 (ВК-1500С) мощностью 1500 л. с. для установки на самолёты Ан-3, Бе-32 и другие. На базе ВК-1500 спроектирован турбовальный двигатель ВК-1500В для установки на вертолёты Ка-60, Ка-62 и другие.

## Носители
- ТВ3-117В — Ми-24В
- ТВ3-117ВК — Ка-27, Ка-31, Ка-32 (T,С)
- ТВ3-117ВКР — Ка-28
- ТВ3-117ВМ — Ми-8МТ (Ми-17)
- ТВ3-117ВМ-02 — Ми-8МТ (Ми-17)
- ТВ3-117ВМА — Ми-28, Ми-35М, Ка-27, Ка-32 (А), Ка-50, Ка-52
- ТВ3-117ВМА-02 — Ка-32 (A-11BC)[1]
- ТВ3-117ВМА-СБМ1 — Ан-140
- ТВ3-117ВМА-СБМ1В — вертолёты типа Ми-8 и вертолёты типа Ми-24
- ТВ3-117ВМАР — Ка-28
- ТВ3-117М — Ми-14